# Fagbog
|  | Der er også en type telefonbog, som kaldes en fagbog. |
En fagbog er et stykke litteratur, der indeholder noget fagligt materiale – det kalder man faglitteratur. Fagbøger videregiver dermed lærerig information, som man kan bruge i uddannelse, arbejdet, eller mange andre praksis. Når fagbøger bliver brugt til uddannelse kalder man det ofte en lærebog.
| Sprog og litteratur | Spire Denne artikel om litteratur er en spire som bør udbygges. Du er velkommen til at hjælpe Wikipedia ved at udvide den. |